# Columbiana County
Das Columbiana County ist ein County im US-Bundesstaat Ohio. Bei der Volkszählung im Jahr 2010 hatte das County 107.841 Einwohner und eine Bevölkerungsdichte von 78,2 Einwohnern pro Quadratkilometer. Der Verwaltungssitz (County Seat) ist Lisbon.

## Geographie
Das County liegt im Nordosten von Ohio und wird im Südosten durch den Ohio River von West Virginia getrennt; im Osten grenzt es an Pennsylvania. Das Columbiana County hat eine Fläche von 1.386 Quadratkilometern, wovon sieben Quadratkilometer Wasserfläche sind. Es grenzt an folgende Countys:
|                | Mahoning County  | Lawrence County (Pennsylvania) |
| Stark County   |                  | Beaver County (Pennsylvania)   |
| Carroll County | Jefferson County | Hancock County (West Virginia) |

## Geschichte
Das Columbiana County wurde am 25. März 1803 aus Teilen des Jefferson County und des Washington County gebildet. Benannt wurde es nach Christoph Kolumbus, dem gemeinhin die Entdeckung Amerikas zugeschrieben wird, und einer heute Unbekannten mit dem Namen Anna.
Ein Ort im County hat den Status einer National Historic Landmark, der Beginning Point of the U.S. Public Land Survey. 44 Bauwerke und Stätten des Countys sind im National Register of Historic Places eingetragen (Stand 12. April 2018).

## Demografische Daten
Nach der Volkszählung im Jahr 2010 lebten im Columbiana County 107.841 Menschen in 41.758 Haushalten. Die Bevölkerungsdichte betrug 78,2 Einwohner pro Quadratkilometer.
Ethnisch betrachtet setzte sich die Bevölkerung zusammen aus 95,5 Prozent Weißen, 2,2 Prozent Afroamerikanern, 0,2 Prozent amerikanischen Ureinwohnern, 0,3 Prozent Asiaten sowie aus anderen ethnischen Gruppen; 1,3 Prozent stammten von zwei oder mehr Ethnien ab. Unabhängig von der ethnischen Zugehörigkeit waren 1,2 Prozent der Bevölkerung spanischer oder lateinamerikanischer Abstammung.
In den 41.758 Haushalten lebten statistisch je 2,51 Personen.
21,9 Prozent der Bevölkerung waren unter 18 Jahre alt, 61,6 Prozent waren zwischen 18 und 64 und 16,5 Prozent waren 65 Jahre oder älter. 49,8 Prozent der Bevölkerung war weiblich.

Das jährliche Durchschnittseinkommen eines Haushalts lag bei 38.004 USD. Das Prokopfeinkommen betrug 19.785 USD. 16,4 Prozent der Einwohner lebten unterhalb der Armutsgrenze.

## Städte und Gemeinden
Citys
- Columbiana1
- East Liverpool
- Salem1

Villages
| - East Palestine - Hanoverton - Leetonia - Lisbon | - Minerva2 - New Waterford - Rogers - Salineville | - Summitville - Washingtonville1 - Wellsville |

Census-designated places (CDP)
| - Calcutta - Damascus1 - Glenmoor | - La Croft - Negley |

Unincorporated Communitys
| - Clarkson - East Rochester - Elkton | - Fredericktown - Homeworth - Kensington | - North Georgetown - West Point - Winona |

1 – teilweise im Mahoning County

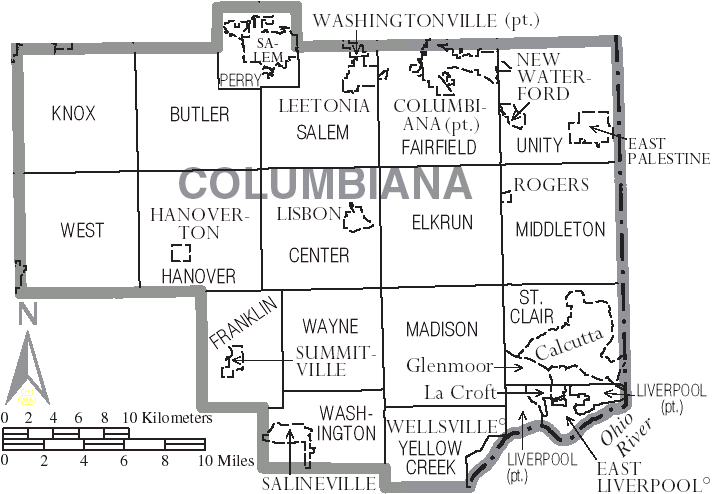
Karte des Columbiana Countys

2 – teilweise im Carroll und im Stark County

## Townships
| - Butler Township - Center Township - Elkrun Township - Fairfield Township - Franklin Township - Hanover Township | - Knox Township - Liverpool Township - Madison Township - Middleton Township - Perry Township - Salem Township | - St. Clair Township - Unity Township - Washington Township - Wayne Township - West Township - Yellow Creek Township |